# Ель-Рубіо
Ель-Рубіо (ісп. El Rubio) — муніципалітет в Іспанії, у складі автономної спільноти Андалусія, у провінції Севілья. Населення — 3549 осіб (2010).
Муніципалітет розташований на відстані близько 360 км на південь від Мадрида, 90 км на схід від Севільї.

## Демографія
Динаміка населення (INE ):

## Галерея зображень

Розташування муніципалітету Ель-Рубіо у провінції Севілья
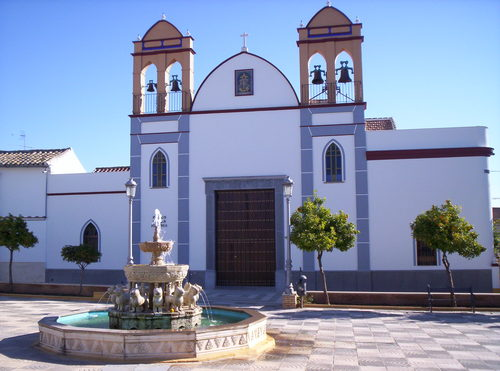
Парафіяльна церква Ель-Рубіо